# 応援上映
応援上映（おうえんじょうえい）は、映画の上映中に観客が大声を出すことが認められた特別上映回。同様のものにチアリング上映、発声型上映、絶叫上映、声出し上映など。
映画上映中に観客の声援、コスプレ、アフレコなどが許される新しい映画鑑賞スタイルであり、映画館では静かに映画を鑑賞するという従来の概念を覆すものである。盛り上がるシーンで歓声や声援を上げたり、ツッコミを入れたり、劇中のセリフを唱和したり、サイリウムを持ち込んでコンサートのように楽しむことができる。
応援上映の醍醐味は「ファンが作品の興奮や感動を共有できる」ことであり、会場が一体となる楽しさがネットや口コミで話題となり、同じ映画に何度も通うファンが増えたという。一方で上映中に声を出すという特性上、映画に集中したい人には不向きであり、ネタバレは避けられず、「リピーター向けの祭典」ともいえる。また応援上映と知らずに入場してトラブルになった例や、観客の迷惑行為で応援上映が中止された例が報告されており、映画館側の情報の周知や観客のマナーが必要とされる。

## 解説

### 日本
「応援上映」という名称は、2016年のアニメ映画『KING OF PRISM by PrettyRhythm』での盛り上がりがニュースで取り上げられたことで話題となった。監督によると本作は応援上映を前提に制作されており、セリフに一定の間が置かれたり、観客によるアフレコが可能な作品である。
立川シネマシティの企画担当である遠山武志によると、動画を見るだけならスマートフォンやパソコンでも可能であり、観客に映画館へ足を運んでもらうにはそれ以上の工夫が必要だという。シネマシティでは2009年に映画『マイケル・ジャクソン THIS IS IT』を、実際のライブと同じようにスタンディングと歓声を許可したライブスタイル上映として上映しており、遠山はこれからの映画館には総合的なエンターテインメントとしての企画力・演出力・知識・技術が必要になると述べた。また遠山は同上映において、映像を見るだけの受動的な従来の観客から、映像に対してアクションを起こす能動的な観客へ、自然発生的に主導者が逆転する現象を興味深く捉えている（正確には、観客は映像そのものに影響を与えているのではなく、他の観客に影響を与えている。）。
プロダクション・アイジーの経営企画・広報グループの郡司幹雄は、映画鑑賞後に感想を熱く語り合う観客を見て、上映中にも堂々と声を出せるようにすればファンへのサービスになると考え2011年のアニメ映画『劇場版 戦国BASARA -The Last Party-』で絶叫ナイトを提案した。背景には同様の上映会がファン有志で開催されて好評だったことがある。同映画の配給会社である松竹の飯塚寿雄宣伝プロデューサーは、個々のキャラクターにファンが存在し戦闘シーンが大半を占める本作はライブ感覚で楽しむのにピッタリだと評した。2016年の実写映画『HiGH&LOW THE MOVIE』では、公開後に松竹映画宣伝部に観客の盛り上がりが報告されたことから応援上映が実施されるようになった。チームに分かれたキャラクター、テーマソングなどの音楽要素、リピーターの多さが、応援上映と相性が良いと判断されたことが理由である。

また、映画祭として2017年より応援上映をとりいれている、秋葉原映画祭実行委員長の青木龍馬は、体験した観客から「胸熱だった、友達と一緒に楽しめた」「思いを叫べるのですっきりする」「知らないファン同士が集まって、気持ちをぶつけあえるのは素敵」と応援上映での手応えを実感した。実際に来場者数も、前年度の倍になったという。
2010年代の日本は「参加型」・「体験型」のエンターテインメントにお金を払う流れに移行しているといわれる。ニッセイ基礎研究所の准主任研究員である久我尚子によると、応援上映は他の応援者との「つながり」と、観るだけでなく「参加」し「体験」するという3つの要素が相乗効果を生むという。新宿バルト9の島田貴行は、従来から子供向けの声出し上映は行われてきたが、観客「参加型」の鑑賞スタイルは幅広い作品で有効ではないかと考えた。また松竹宣伝部は応援上映について、劇場で観る映画の価値が「体験型」に戻っているのかもしれないと語った。松竹が手掛けるシネマ歌舞伎で実際の歌舞伎公演のように観客が屋号を叫ぶものや、2011年の『映画けいおん!』のライブスタイル上映にも繋がるという。
2019年の新型コロナウイルスの流行に伴い、声を出す代わりに「観客がPCまたはスマートフォンのアプリを通じてコメントを投稿し、スクリーンに表示させる」、「ペンライトを振る」、「拍手や楽器を鳴らす」など、様々な形の応援上映が登場した。

### 海外との関連
1975年のイギリスのホラーミュージカル映画『ロッキー・ホラー・ショー』では、観客がセリフを叫んだり紙吹雪を飛ばしたり、コスプレをするなどの鑑賞スタイルが定着しており、日本では「参加型映画の元祖」と称されることがある。
ミュージカル仕立ての作品が多いインド映画では、劇中曲に合わせて歌い踊ったり、紙吹雪や鳴り物を用いて、観客が映画に「参加」することがある。この上映スタイルはマサラ上映と呼ばれ、日本では『ムトゥ 踊るマハラジャ』（1998年）や『ガールズ&パンツァー 劇場版』（2015年）などで、一部の映画館に取り入れられた。
映画に合わせて観客が一緒に歌うことができる上映は、海外ではシング・アロング（英語: Sing-along）と呼ばれ、数多く実施されてきた。日本では2014年に『アナと雪の女王』で「みんなで歌おう♪歌詞付版」として導入された。アメリカや韓国などで好評を博していたシング・アロングだが、ウォルト・ディズニー・ジャパンの廣村織香は当初、シャイな日本人には文化的に向いていないかもしれないと考えていた。